# Tubby's
O Tubby's é uma cadeia de restaurantes e franquia americana sediada em Município de Clinton, Michigan, um subúrbio de Detroit, Michigan. Fundada em 1968 nas proximidades de St. Clair Shores, a cadeia opera mais de 70 lojas em todo o Michigan, principalmente na Região Metropolitana de Detroit. A cadeia serve principalmente sanduíches submarinos e saladas, chips específicos, juntamente com refrigerantes, batatas fritas e sopa, e é conhecida pelos seus subs grelhados.

## História
O Tubby's foi fundado em 1968 em St. Clair Shores, Michigan. Clair Shores, Michigan. O fundador Richard Paganes, que tinha 21 anos na altura, já tinha trabalhado noutra loja de submarinos local chamada Super Sub Shop, e decidiu abrir a sua própria loja de submarinos. O local da primeira Tubby's foi escolhido depois de Paganes ter parado com um pneu furado em frente a um edifício que estava para alugar. No início de 1968, a primeira Tubby's foi aberta. Vendeu vinte e cinco variedades diferentes de sanduíches, a maioria grelhada. Em breve abriu mais três locais nas proximidades e acabou por pedir a ajuda do seu irmão Robert. Em 1977, a cadeia tinha crescido para dez locais, e foi incorporada como Tubby's Sub Shops, Inc. O primeiro local franqueado abriu em Madison Heights, e vários outros locais começaram a oferecer serviço de jantar e de transporte; o local de Westland foi o primeiro a ter uma janela de drive-thru.
Em 1986, com cinquenta estabelecimentos na altura, a empresa tornou-se pública. Pouco tempo depois, a cadeia adquiriu um restaurante local chamado Ricky's Dairy Bar and Luxury Grill. Este conceito foi também franqueado. A Tubby's fundiu-se com a Stuff Yer Face, Inc., sediada em Nova Jérsia e passou a designar-se Tubby's, Inc. Paganes tornou-se então presidente e CEO da Tubby's, Inc., embora tenha sido substituído um ano mais tarde por Alexander Bardy como CEO.

### Décadas de 1990 e 2000
Em 1994, a Tubby's também iniciou um conceito denominado Tubby's Café Express, que funcionava em cinco grandes armazéns Sears locais, incluindo os do Fairlane Town Center em Dearborn e do Oakland Mall em Troy. Também propuseram outro protótipo, um local apenas com drive-thru, e abriram locais nos campus da Wayne State University em Detroit e da Ohio State University em Columbus, Ohio, bem como um localizado num hospital de Detroit.
Mais tarde, em 1994, no entanto, Bardy foi destituído e substituído por Paganes como CEO, e o conceito do Café Express foi abandonado. Também foram abertas localizações na Flórida e em Ohio, e a cadeia começou a abrir localizações também dentro de postos de gasolina. A sua primeira localização fora dos Estados Unidos abriu em Edmonton, Alberta, Canadá, em 1997, seguida de pontos de venda em Indiana e Missouri um ano depois.
Depois de uma fusão falhada com a Interfoods of America, sediada na Flórida, a Tubby's voltou a ser propriedade privada em 1999. Nesse mesmo ano, a cadeia expandiu-se também para o Arizona. No entanto, todos os locais fora do Michigan acabaram por ser encerrados, uma vez que a cadeia optou por se concentrar mais na Região Metropolitana de Detroit, para competir com cadeias nacionais como a Quiznos e a Subway, das quais apenas a Subway permanece. Uma loja protótipo, a 100ª da cadeia, abriu em Município de Macomb em 2001. Esta foi também a primeira loja da cadeia a servir pizza. Na década de 2010, o Tubby's comprou a loja de cupcakes, Just Baked. A partir de 2019, o Tubby's tem cerca de 55 locais na Região Metropolitana de Detroit.